# Olympische Zomerspelen 2008
De Olympische Zomerspelen van de XXIXe Olympiade werden gehouden in Peking, de hoofdstad van de Volksrepubliek China. Het was de 26e editie van de Zomerspelen die door het Internationaal Olympisch Comité (IOC) werden georganiseerd. China was het 22e land dat de Olympische Spelen mocht organiseren. De Spelen duurden van 8 tot en met 24 augustus 2008. Er deden 11.208 atleten mee uit 204 verschillende landen. Er werden 302 evenementen gehouden in 28 sporten. Drie landen debuteerden op deze Spelen en Brunei deed als enige IOC-lid niet mee. Aansluitend werden in Peking van 6 tot en met 17 september de Paralympics gehouden.

## Algemeen

### Toewijzing

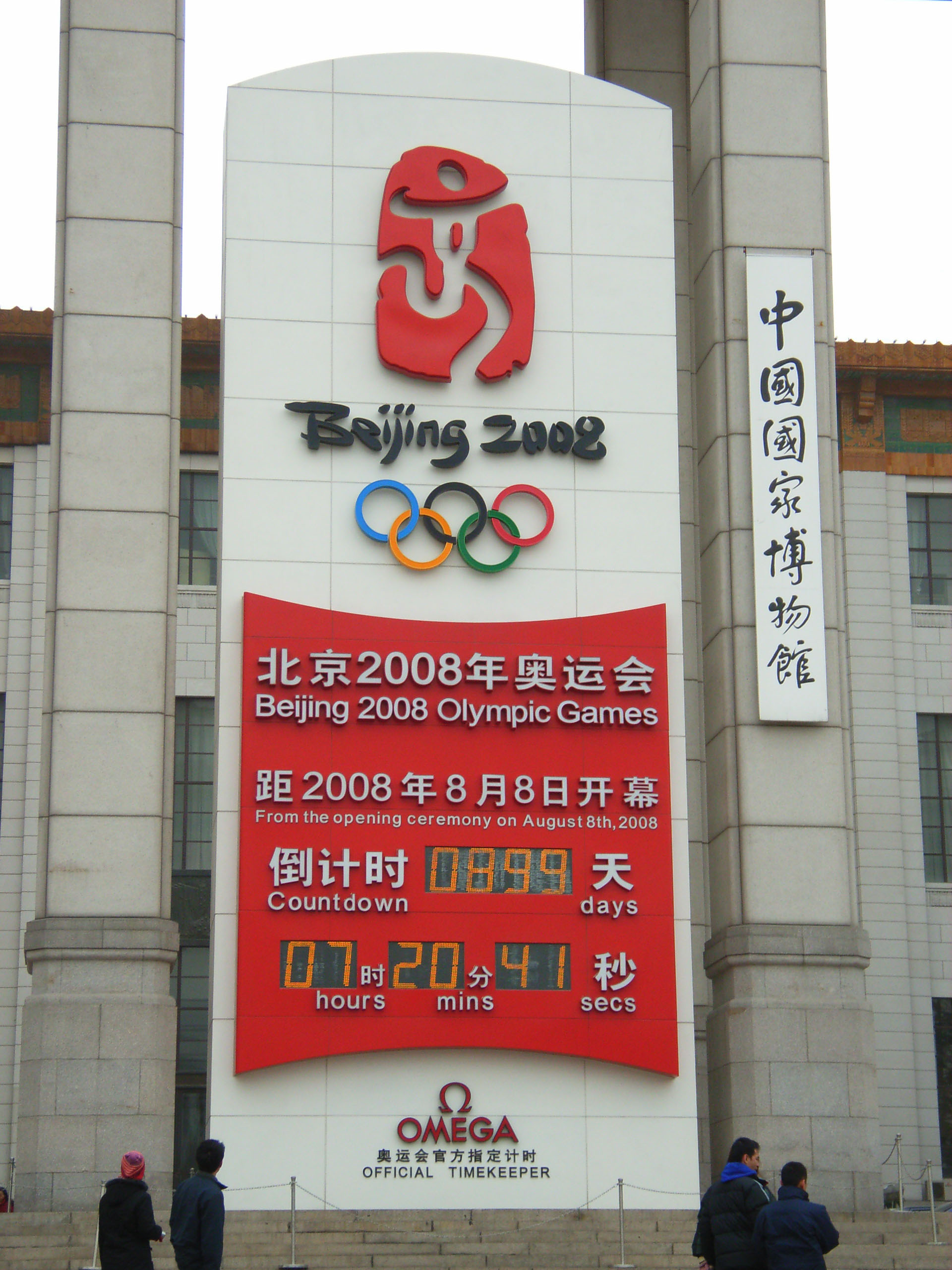
Aftelklok Olympische Spelen 2008 op 20 februari 2006

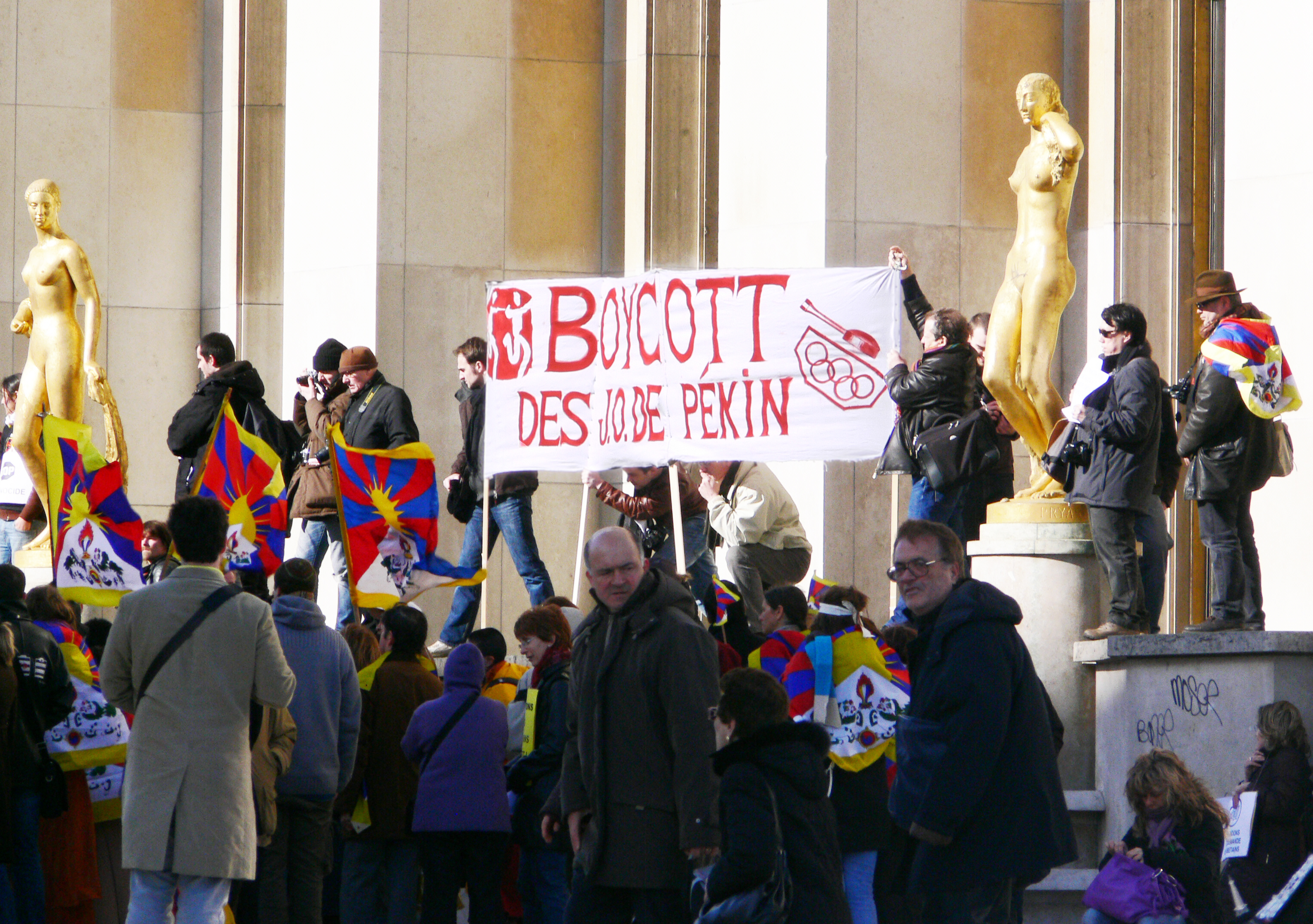
Protest tijdens de fakkeloptocht in Parijs

Peking werd verkozen als de gaststad van deze Spelen op 13 juli 2001, tijdens de 112e IOC-zitting in Moskou door het verslaan van Toronto, Parijs, Istanbul, en Osaka. Voorafgaand aan de keuze werden vijf andere steden (Bangkok, Cairo, Havana, Kuala Lumpur en Sevilla), die ook een bid hadden ingediend, in 2000 afgewezen door het IOC als organisatiestad. Na de eerste stemronde had Peking een aanzienlijke voorsprong op de andere vier kandidaten. Osaka ontving slechts zes stemmen en werd uitgeschakeld. In de tweede ronde werd Peking ondersteund door een absolute meerderheid van de kiezers, waardoor de noodzaak voor volgende rondes overbodig werd.
Leden van het IOC wilden hun stem niet onthullen, maar nieuwsberichten speculeerden dat brede internationale steun heeft geleid tot selectie van China, vooral uit ontwikkelingslanden. De grootte van China, de verhoogde handhaving van de dopingcontroles, en sympathie over haar verlies van de Olympische Zomerspelen 2000 in Sydney waren ook punten in de beslissing. Acht jaar eerder ging Peking door naar de laatste stemronde, die het verloor van Sydney.

### Kosten
Op 6 maart 2009 meldde het Organiserend Comité voor de Olympische Spelen dat de totale uitgaven aan de Spelen "over het algemeen zo veel als die van de Olympische Spelen in 2004" waren, dat was ongeveer $ 15 miljard. En de extra opbrengsten uit de Olympische Spelen zouden groter zijn dan de oorspronkelijke doelstelling van $ 16 miljard. In andere bronnen wordt echter geschat dat ongeveer 40 miljard dollar werd besteed aan de Spelen.
Het middelpunt van de Olympische Zomerspelen 2008 was het Nationaal Stadion van Peking, het hoofdstadion van de Spelen dat werd ontworpen door het architectenbureau Herzog & de Meuron. Het kreeg de bijnaam "Het Vogelnest" omdat het een nestachtig skelet had. In het stadion werden zowel de openings- en sluitingsceremonie als de atletiekwedstrijden gehouden. De bouw van dit stadion begon op 24 december 2003.

### Fakkeltocht
De estafette met de olympische fakkel die van Athene naar Peking werd gebracht, leidde door het Himalayagebergte. Daarbij werd de fakkel door een groep van 80 speciaal getrainde bergbeklimmers ook naar de top van de Mount Everest gebracht. In steden als Londen en Parijs werd de fakkeltocht door enkele demonstranten aangegrepen om te protesteren tegen het, in hun ogen, weinig democratische gehalte van het land en de mensenrechtenschendingen.

### Mascotte
De fuwa waren de vijf mascottes van deze Spelen. Ze zijn bedacht door Han Meilin en werden op 11 november 2005 onthuld, 1000 dagen voor de opening van de Spelen. Hun namen zijn Beibei, Jingjing, Huanhuan, Yingying en Nini, hardop uitgesproken vormen ze samen de zin Beijing huanying ni (Peking verwelkomt je).

### Openingsceremonie
De openingsceremonie vond plaats op 8 augustus 2008 (de speciale dag: 8-8-08) in het Vogelnest. Het evenement duurde iets meer dan vier uur en er waren voor de opening 60.207 kaartjes verkocht. De kostprijs van het gebeuren bedroeg zo'n slordige € 60 miljoen (= circa 650.136.000 yuan). Ter vergelijking, de openingsceremonie van de Zomerspelen van 2012 in Londen kostte 27 miljoen pond (= circa € 34 miljoen). De regie van de spectaculaire openingsceremonie was in handen van de Chinese filmregisseur Zhang Yimou.
Tijdens de ceremonie werden de vier belangrijkste Chinese uitvindingen uitgebeeld in een klank-en-lichtspel met aangepaste choreografie, te weten het buskruit, het papier, de boekdrukkunst en het kompas. Na de voorstelling van de Chinese cultuur mochten 204 landen met hun vlag en hun delegatie het stadion betreden. Eigenlijk zouden er 205 landen hun opwachting maken maar Brunei werd uitgesloten van deelname omdat de 2 deelnemers niet ingeschreven waren. Nadat alle landen voorgesteld waren hielden IOC voorzitter Jacques Rogge en Chinese president Hu Jintao hun toespraak.
Vervolgens werd de olympische vlag het stadion binnengedragen. De voormalige Chinese turnkampioen Li Ning kreeg de eer om het Olympische vuur te ontsteken. Hierbij zweefde hij op spectaculaire wijze aan een kabel al lopende met zijn fakkel langs het stadiongewelf omhoog en ontstak de reuzenfakkel boven op het stadion. Aansluitend volgde een slotvuurwerk van ongekende omvang vanaf het stadion en in de hele stad.
Nog nooit eerder waren er zoveel staatshoofden, regeringsleiders en andere hoogwaardigheidsbekleders naar de openingsceremonie van de Olympische Spelen getrokken. In totaal waren er een recordaantal van meer dan 80 staatshoofden uit de hele wereld aanwezig bij de Olympische Spelen 2008.

### Sluitingsceremonie
De slotceremonie vond plaats op 24 augustus 2008. De regie was opnieuw in handen van de Chinese filmregisseur Zhang Yimou. In zijn afsluitende toespraak kwalificeerde de voorzitter van het IOC, de Belg Jacques Rogge, de Spelen als truly exceptional Games (waarlijk uitzonderlijke Spelen).
Tijdens de slotceremonie werden de vlaggen van alle deelnemende landen een laatste keer het stadion binnengedragen. Ook mochten alle atleten het stadion binnenlopen. De medailles voor de marathon bij de mannen waren de laatste van deze Spelen en werden tijdens de ceremonie uitgereikt. Vervolgens werden de speeches gehouden en werd de vlam gedoofd. Hierbij werd een verwijzing gemaakt naar het vertrek van de atleten met het vliegtuig waarbij ook een vluchtschema werd afgebeeld. De Griekse en de Britse vlag werden gehesen en de olympische vlag gestreken. Deze werd overgedragen aan Boris Johnson, burgemeester van Londen, de volgende gaststad van de Zomerspelen. Men gaf ook een voorsmaakje voor die Spelen van 2012, waarin onder meer de voetballer David Beckham een rol in had. Vervolgens zongen Plácido Domingo en de Chinese operazangeres Song Zuying het duet "The Flame of Love", dat speciaal voor de Spelen was geschreven. Een levende toorts en veel vuurwerk sloten de ceremonie af.

## Deelnemers
- Aantal deelnemers
  - 10.901 (6.290 mannen en 4.611 vrouwen) uit 204 landen
- Jongste deelnemer
  - ( CMR) Antoinette Guedia (12 jaar, 300 dagen)
- Oudste deelnemer
  - ( JPN) Hiroshi Hoketsu (67 jaar, 139 dagen)

## Hoogtepunten

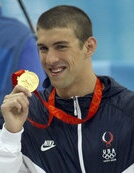
Zwemmer Michael Phelps, de koning van de Spelen met acht keer goud

- De Amerikaanse zwemmer Michael Phelps wint acht gouden medailles tijdens deze Spelen. Hiermee overtreft hij een andere zwemlegende, zijn landgenoot Mark Spitz die in München 1972 er zeven wist te winnen.
- Michael Phelps wordt de meest succesvolle olympiër ooit. Zijn totaal aantal gouden medailles komt samen met die van Athene 2004 op 14. Hij gaat op de lijst van succesvolste medaillewinnaars op de Olympische Zomerspelen turnster Larissa Latynina, sprinter-verspringer Carl Lewis, hardloper Paavo Nurmi en zwemmer Mark Spitz voorbij, die op negen keer goud staan. In Athene won Phelps ook nog 2 keer brons, zodat zijn totaal aantal medailles op 16 komt. Alleen Latynina won een groter aantal medailles; 18 in totaal. Phelps kondigt aan door te willen gaan tot de Spelen van Londen.
- De Jamaicaanse sprinter Usain Bolt schudt in de finale van de 100 m met gemak de concurrentie van zich af en loopt een nieuw wereldrecord van 9,69. Het is voor Jamaica de eerste gouden medaille op de sprint in de olympische geschiedenis. Het is ook de eerste keer dat in een olympische finale zes sprinters onder de tien seconden blijven. Churandy Martina van de Nederlandse-Antillen wordt in de finale vierde. Ook op de 200 m loopt Bolt een wereldrecord, hij klokt 19,30, 0.02 sneller dan het oude record van Michael Johnson van Atlanta 1996.
- Baanwielrenner Chris Hoy wint driemaal goud, op de sprint, keirin en de teamsprint.

## Sporten

### Sportaccommodaties

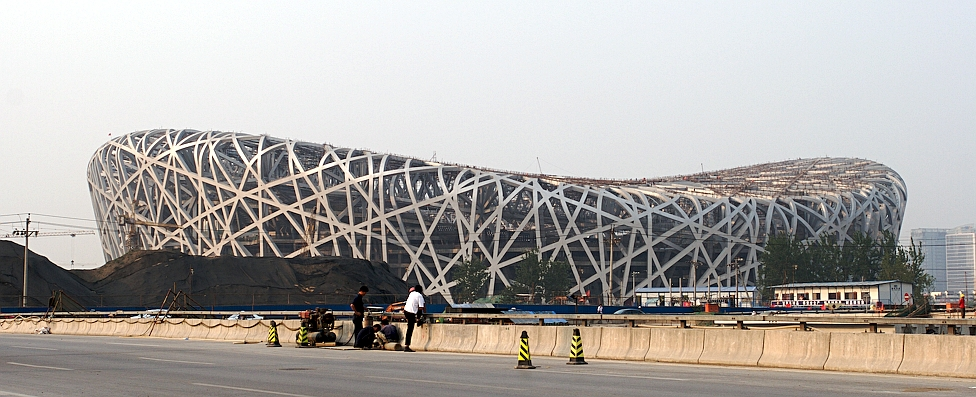
Het Nationale Stadion van Peking

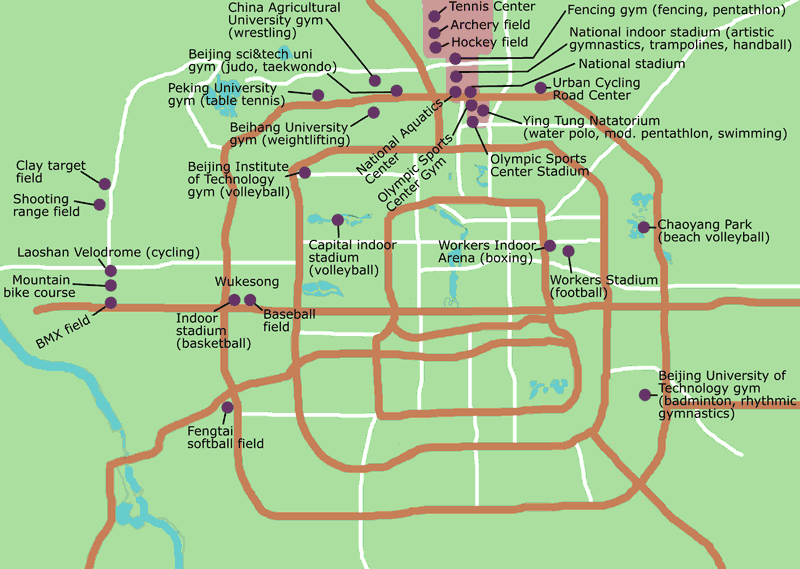
Sportlocaties in Peking

In mei 2007 is met de bouw van alle 31 in Beijing gevestigde accommodaties begonnen. De Chinese regering investeerde ook in de renovatie en de bouw van zes locaties buiten Peking en 59 opleidingscentra. De grootste architecturale stukken die werden gebouwd voor de spelen waren het Nationaal Stadion van Peking, Beijing National Indoor Stadium, Beijing National Aquatics Center, Olympic Green Convention Center, Olympic Green en Beijing Wukesong Cultuur & Sport Center. Bijna 85% van het bouwbudget voor de zes hoofdlocaties werd gefinancierd door 8 miljard dollar in corporate offertes en aanbestedingen. Investeringen werden verwacht van bedrijven op zoek naar de eigendomsrechten na de Olympische Zomerspelen 2008. Enkele evenementen werden gehouden buiten Peking, namelijk voetbal in Qinhuangdao, Shanghai, Shenyang en Tianjin, zeilen in Qingdao, en omdat de "onzekerheden van paardenziekten en de grote moeilijkheden bij het vaststellen van een ziekte-vrije zone in Peking", werden de hippische evenementen in Hongkong gehouden.

### Olympische sporten
Tijdens deze Spelen werd er gesport in 302 medaille evenementen binnen 28 sporten.

### Kalender
De tabel geeft het programma van de Spelen per dag. Een blauw vakje betekent dat er die dag wedstrijden plaats hadden, maar dat er geen medailles waren te winnen. Een geel vakje geeft aan dat er die dag medailles vielen te winnen en het getal staat voor het aantal finales.
| ● | Openingsceremonie | ● | Wedstrijden | ● | Wedstrijden met medailles | ● | Sluitingsceremonie |

| Augustus               | Wo 06 | Do 07 | Vr 08 | Za 09 | Zo 10 | Ma 11 | Di 12 | Wo 13 | Do 14 | Vr 15 | Za 16 | Zo 17 | Ma 18 | Di 19 | Wo 20 | Do 21 | Vr 22 | Za 23 | Zo 24 | Tot. |
| ---------------------- | ----- | ----- | ----- | ----- | ----- | ----- | ----- | ----- | ----- | ----- | ----- | ----- | ----- | ----- | ----- | ----- | ----- | ----- | ----- | ---- |
| Ceremoniën             |       |       | ●     |       |       |       |       |       |       |       |       |       |       |       |       |       |       |       | ●     |      |
| Atletiek               |       |       |       |       |       |       |       |       |       | 2     | 4     | 6     | 6     | 5     | 3     | 6     | 7     | 7     | 1     | 47   |
| Badminton              |       |       |       |       |       |       |       |       |       | 1     | 2     | 2     |       |       |       |       |       |       |       | 5    |
| Basketbal              |       |       |       |       |       |       |       |       |       |       |       |       |       |       |       |       |       | 1     | 1     | 2    |
| Boksen                 |       |       |       |       |       |       |       |       |       |       |       |       |       |       |       |       |       | 5     | 6     | 11   |
| Boogschieten           |       |       |       |       | 1     | 1     |       |       | 1     | 1     |       |       |       |       |       |       |       |       |       | 4    |
| Gewichtheffen          |       |       |       | 1     | 2     | 2     | 2     | 2     |       | 2     | 1     | 1     | 1     | 1     |       |       |       |       |       | 15   |
| Gymnastiek             |       |       |       |       |       |       | 1     | 1     | 1     | 1     |       | 4     | 4     | 4     |       |       |       | 1     | 1     | 18   |
| Handbal                |       |       |       |       |       |       |       |       |       |       |       |       |       |       |       |       |       | 1     | 1     | 2    |
| Hockey                 |       |       |       |       |       |       |       |       |       |       |       |       |       |       |       |       | 1     | 1     |       | 2    |
| Honkbal                |       |       |       |       |       |       |       |       |       |       |       |       |       |       |       |       |       | 1     |       | 1    |
| Judo                   |       |       |       | 2     | 2     | 2     | 2     | 2     | 2     | 2     |       |       |       |       |       |       |       |       |       | 14   |
| Kanoën                 |       |       |       |       |       |       | 2     |       | 2     |       |       |       |       |       |       |       | 6     | 6     |       | 16   |
| Moderne vijfkamp       |       |       |       |       |       |       |       |       |       |       |       |       |       |       |       | 1     | 1     |       |       | 2    |
| Paardensport           |       |       |       |       |       |       | 2     |       | 1     |       |       |       | 1     | 1     | 1     |       |       |       |       | 6    |
| Roeien                 |       |       |       |       |       |       |       |       |       |       | 7     | 7     |       |       |       |       |       |       |       | 14   |
| Schermen               |       |       |       | 1     | 1     | 1     | 1     | 2     | 1     | 1     | 1     | 1     |       |       |       |       |       |       |       | 10   |
| Schieten               |       |       |       | 2     | 2     | 2     | 2     | 1     | 2     | 1     | 2     | 1     |       |       |       |       |       |       |       | 15   |
| Softbal                |       |       |       |       |       |       |       |       |       |       |       |       |       |       |       | 1     |       |       |       | 1    |
| Taekwondo              |       |       |       |       |       |       |       |       |       |       |       |       |       |       | 2     | 2     | 2     | 2     |       | 8    |
| Tafeltennis            |       |       |       |       |       |       |       |       |       |       |       | 1     | 1     |       |       |       | 1     | 1     |       | 4    |
| Tennis                 |       |       |       |       |       |       |       |       |       |       | 2     | 2     |       |       |       |       |       |       |       | 4    |
| Triatlon               |       |       |       |       |       |       |       |       |       |       |       |       | 1     | 1     |       |       |       |       |       | 2    |
| Voetbal                |       |       |       |       |       |       |       |       |       |       |       |       |       |       |       | 1     |       | 1     |       | 2    |
| Volleybal              |       |       |       |       |       |       |       |       |       |       |       |       |       |       |       | 1     | 1     | 1     | 1     | 4    |
| Wielersport            |       |       |       | 1     | 1     |       |       | 2     |       | 1     | 3     | 1     | 2     | 3     |       | 2     | 1     | 1     |       | 18   |
| Worstelen              |       |       |       |       |       |       | 2     | 2     | 3     |       | 2     | 2     |       | 2     | 2     | 3     |       |       |       | 18   |
| Zeilen                 |       |       |       |       |       |       |       |       |       |       | 2     | 1     | 2     | 2     | 2     | 2     |       |       |       | 11   |
| Zwemsporten            |       |       |       |       |       |       |       |       |       |       |       |       |       |       |       |       |       |       |       |      |
| Baan-/Openwaterzwemmen |       |       |       |       | 4     | 4     | 4     | 4     | 4     | 4     | 4     | 4     |       |       | 1     | 1     |       |       |       | 34   |
| Schoonspringen         |       |       |       |       | 1     | 1     | 1     | 1     |       |       |       | 1     |       | 1     |       | 1     |       | 1     |       | 8    |
| Synchroonzwemmen       |       |       |       |       |       |       |       |       |       |       |       |       |       |       | 1     |       |       | 1     |       | 2    |
| Waterpolo              |       |       |       |       |       |       |       |       |       |       |       |       |       |       |       | 1     |       |       | 1     | 2    |
| Totaal                 | -     | -     | -     | 7     | 14    | 13    | 19    | 17    | 17    | 16    | 30    | 34    | 18    | 20    | 11    | 23    | 20    | 31    | 12    | 302  |
| Augustus               | Wo 06 | Do 07 | Vr 08 | Za 09 | Zo 10 | Ma 11 | Di 12 | Wo 13 | Do 14 | Vr 15 | Za 16 | Zo 17 | Ma 18 | Di 19 | Wo 20 | Do 21 | Vr 22 | Za 23 | Zo 24 | Tot. |

### Mutaties
| Sport       | Nieuw                                     | Verdwenen (t.o.v. jaartal)        | Wijzigingen/Opmerkingen |
| ----------- | ----------------------------------------- | --------------------------------- | ----------------------- |
| Atletiek    | 3000 m steeple (v)                        |                                   | Nu 47 onderdelen        |
| Tafeltennis | Team (m) Team (v)                         | dubbelspel (m) dubbelspel (v)     |                         |
| Wielersport | BMX (m) BMX (v)                           | Baan tijdrit (m) Baan tijdrit (v) |                         |
| Schietsport |                                           | Lopend schijf (m) Dubbeltrap (v)  | Nu 15 onderdelen        |
| Zwemmen     | Openwaterzwemmen (m) Openwaterzwemmen (v) |                                   | Nu 34 onderdelen        |
|             | 7                                         | 6                                 | 0                       |

## Deelnemende landen

Aan de Spelen deden 204 Nationale Olympische Comités (NOC's) mee. Alhoewel het niet correct is, wordt een NOC vaak met een land gelijkgesteld. In 2008 waren er 205 NOC's aangesloten bij het IOC. Alleen Brunei heeft zich op het laatste moment van deelname onthouden. Het aantal deelnemende "landen" is met twee toegenomen in vergelijking met de voorgaande editie.
Sinds de vorige Spelen is de politieke situatie in een aantal landen gewijzigd wat leidde tot de vorming van nieuwe NOC's. Zo zijn de Marshalleilanden sinds februari 2006 aangesloten bij het IOC. Tuvalu is sinds 2007 lid van de Olympische familie.
In 2006 verliet Montenegro de unie met Servië. In 2004 namen ze nog gezamenlijk deel als Servië-Montenegro. Beide landen doen nu afzonderlijk mee. Servië nam de licentie van Servië-Montenegro over en het NOC van Montenegro werd in 2007 erkend.
In februari 2008 kondigde Kosovo eenzijdig de onafhankelijkheid van Servië aan. Deze nieuwe republiek neemt niet deel aan de Spelen omdat nog allerlei zaken geregeld moesten worden en het land door veel landen én door veel internationale sportbonden nog niet is erkend.
Noord-Korea en Zuid-Korea hebben overwogen om een gezamenlijk team naar de Spelen te sturen, maar dit ging uiteindelijk niet door. In het verleden namen beide landen soms gezamenlijk deel aan de openingsceremonie, maar ze deden nog nooit mee met één team. Begin 2006 bespraken ze dit met de president van het IOC. Begin 2007 werden de voorbereidingen verder uitgewerkt. Zuid-Korea wilde graag sporters selecteren op basis van prestaties, terwijl Noord-Korea graag evenveel sporters uit beide landen wilde selecteren. De NOC's kwamen niet tot overeenstemming, maar gaven aan in de toekomst verder te praten.
Brunei was het enige IOC-lid dat niet deelnam. De enige andere onafhankelijke landen die niet deelnamen waren Kosovo en Vaticaanstad, om de simpele reden dat zij niet over een eigen comité beschikten.
De 204 deelnemende entiteiten zijn in te delen in drie groepen:
- 192 van de 195 onafhankelijke landen
- Palestina
- 11 territoria die politiek afhankelijk zijn van China, Nederland, Nieuw-Zeeland, de Verenigde Staten en het Verenigd Koninkrijk.

De onderstaande lijst geeft een overzicht van alle deelnemende landen. De naam van het land linkt naar de specifieke olympische pagina van dat land.

### Arubaanse prestaties
Aruba nam deel met twee sporters. De judoka Fiderd Vis verloor in de eerste ronde. De baanzwemmer Jan Roodzant zwom op de 100 meter vrije slag in de series de 53e tijd van de 64 deelnemers.

### Belgische prestaties
België had in Peking weinig succes. Een aantal sporters was dicht bij het podium, maar haalde het net niet. De Spelen werden pas op de voorlaatste dag goed afgesloten met goud voor hoogspringster Tia Hellebaut en zilver op de 4 x 100 meter bij de vrouwen. Deze laatste medaille werd in 2016 na diskwalificatie van het Russisch team een tweede gouden medaille.
Minister Bert Anciaux noemde de prestatie van de Belgen in Peking 'fantastisch en de max', maar IOC-voorzitter Jacques Rogge is kritischer. Hij vindt dat België beter kan. "Eens moeten we tussen tien en vijftien medailles kunnen bemachtigen".
- Tia Hellebaut won met een sprong van 2,05 meter goud op het onderdeel hoogspringen voor vrouwen. Het was tevens een nieuw nationaal Belgisch outdoorrecord. Hellebaut is de eerste Belgische vrouw ooit die goud in het atletiek wint.
- Het estafetteteam bestaande uit Olivia Borlée, Kim Gevaert, Hanna Mariën en Élodie Ouédraogo won de zilveren medaille op de 4x 100 meter voor vrouwen. Op 17 augustus 2016 werd dit gecorrigeerd nadat de Russische estafetteploeg die goud haalde werd gediskwalificeerd.[18]
- De Belgische mannenploeg bestaande uit Arnaud Ghislain, Cédric Van Branteghem en de tweelingbroers Jonathan en Kevin Borlée (broers van zilveren sprintster Olivia Borlée) leverde een zeer goede prestatie. Het Belgische viertal realiseerde op de 4x 400 m estafette voor mannen voor het eerst in de historie een tijd binnen de 3 minuten en werd vijfde in 2.59,37, een verbetering met bijna 2,8 seconden van het pas twee maanden oude Belgische record (3.02,13), dat hetzelfde team eerder in zijn serie overigens al had teruggebracht tot 3.00,67.
- Het olympisch voetbalelftal werd vierde. Na een moeizame start in de groepsfase werd in de kwartfinale van Italië gewonnen. In de halve finale was Nigeria te sterk en in de strijd om het brons moest de meerdere worden erkend in Brazilië.
- De judoprestaties vielen tegen. Voor het eerst in zeer lange tijd wordt geen enkele medaille gewonnen.

Medailles
| Sport    | Olympiër                                                | Discipline       | Medaille |
| -------- | ------------------------------------------------------- | ---------------- | -------- |
| Atletiek | Tia Hellebaut                                           | Hoogspringen (v) | Goud     |
| Atletiek | Olivia Borlée Kim Gevaert Hanna Mariën Élodie Ouédraogo | 4x 100 m (v)     | Goud     |

### Nederlandse prestaties
Nederland behaalde op deze Spelen zestien medailles, waarvan zeven keer goud. Een groot aantal favorieten stelde teleur, daar tegenover stonden verrassende kampioenen en medaillewinnaars. Alleen in 2000 in Sydney werd vaker goud behaald. De door het NOC*NSF beoogde top 10-positie in de medaillespiegel werd niet gehaald. Nederland eindigde op de 12e plaats. Wat opviel is dat de gouden medailles telkens door andere sporters c.q. teams werden gewonnen. Zo kwamen in Sydney nog acht gouden medailles bij drie sporters terecht.
- Maarten van der Weijden won de 10 km openwaterzwemmen. Een bijzondere prestatie, omdat bij hem in 2001 acute lymfatische leukemie werd geconstateerd. Na vier succesvolle chemokuren en een stamceltransplantatie werd hij uiteindelijk genezen verklaard. Hij werd door lezers van de site van het NOC*NSF gekozen om de Nederlandse vlag tijdens de sluitingsceremonie te dragen.
- Anky van Grunsven won voor de derde keer op rij de dressuur. Net als vier jaar geleden deed ze dit samen met haar paard Salinero, terwijl ze dat in 2000 met Bonfire deed. Van Grunsven werd hiermee de vierde vrouw die driemaal olympisch goud won in dezelfde individuele discipline.
- Het waterpoloteam won verrassend goud. Het herstelde zich sterk van een zwak optreden in de groepsfase.
- Marit van Eupen en Kirsten van der Kolk (lichte dubbel-twee), het vrouwenhockeyteam, Marianne Vos (puntenkoers) en het estafetteteam bij de vrouwen (4x100 meter vrije slag zwemmen) presteren naar verwachting en winnen goud.

Medailles
| Sport        | Olympiër(s)                                                                                                | Discipline            | Medaille |
| ------------ | --- | --------------------- | -------- |
| Hockey       | Olympisch team                                                                                             | vrouwen               | Goud     |
| Paardensport | Anky van Grunsven                                                                                          | dressuur              | Goud     |
| Roeien       | Marit van Eupen Kirsten van der Kolk                                                                       | lichte dubbeltwee (v) | Goud     |
| Waterpolo    | Olympisch team                                                                                             | vrouwen               | Goud     |
| Wielersport  | Marianne Vos                                                                                               | puntenkoers (v)       | Goud     |
| Zwemmen      | Ranomi Kromowidjojo Marleen Veldhuis Inge Dekker Femke Heemskerk Hinkelien Schreuder * Manon van Rooijen * | 4x 100 m vrij (v)     | Goud     |
| Zwemmen      | Maarten van der Weijden                                                                                    | 10 km open water (m)  | Goud     |
|              | |                       |          |
| Judo         | Deborah Gravenstijn                                                                                        | tot 57 kg (v)         | Zilver   |
| Paardensport | Imke Schellekens-Bartels Hans Peter Minderhoud Anky van Grunsven                                           | dressuur team         | Zilver   |
| Roeien       | team Holland Acht                                                                                          | acht (v)              | Zilver   |
| Zeilen       | Lobke Berkhout Marcelien de Koning                                                                         | 470-klasse (v)        | Zilver   |
| Zeilen       | Mandy Mulder Annemieke Bes Merel Witteveen                                                                 | yngling-klasse (v)    | Zilver   |
|              | |                       |          |
| Judo         | Ruben Houkes                                                                                               | tot 60 kg (m)         | Brons    |
| Judo         | Elisabeth Willeboordse                                                                                     | tot 63 kg (v)         | Brons    |
| Judo         | Edith Bosch                                                                                                | tot 70 kg (v)         | Brons    |
| Judo         | Henk Grol                                                                                                  | tot 100 kg (m)        | Brons    |

* Nam deel aan de kwalificatiewedstrijd en kreeg daarom ook een medaille.

### Nederlands-Antilliaanse prestaties
Namens de Nederlandse Antillen namen drie sporters deel in drie sporten. De schutter Philip Elhage werd op het onderdeel 10 meter luchtpistool 46e met 566 punten (93-99-93-93-94-94). In de zwemsport nam baanzwemmer Rodion Davelaar deel op het onderdeel 50 meter vrije slag waar hij in de series de 57e tijd zwom (24,21). In de atletiek liet Churandy Martina van zich horen. Op de 100 meter en 200 meter sprint verbeterde hij het ene nationale record na het andere. Op de 100 meter werd hij vierde en op de 200 meter leek hij naar zilver te lopen. Na afloop van zijn race werd hij echter gediskwalificeerd, omdat hij in de bocht buiten zijn baan was gekomen.

### Surinaamse prestaties
Namens Suriname namen vier olympiërs deel in twee sporten. In de atletiek namen Kirsten Nieuwendam en Jurgen Themen deel en in de zwemsport namen de baanzwemmers Chinyere Pigot en Gordon Touw Ngie Tjouw deel. De sporters eindigden op hun onderdelen in de achterhoede. Wel liep Nieuwendam op de 200 meter een nieuw nationaal record.

## Medaillespiegel
Op 302 onderdelen werden medailles uitgereikt. Het IOC stelt officieel geen medailleklassement op, maar geeft desondanks een medailletabel ter informatie. In het klassement wordt eerst gekeken naar het aantal gouden medailles, vervolgens de zilveren medailles en tot slot de bronzen medailles.
China eindigde als eerste in het medailleklassement met een totaal van 51 gouden medailles, het grootste aantal sinds de Sovjet-Unie in 1988 die er 55 won. China nam de koppositie over van de Verenigde Staten, dat het klassement sinds 1996 aanvoerde. De Amerikanen wonnen wel met 110 stuks het grootst aantal medailles. Dit hadden ze sinds Los Angeles 1984 niet meer gehaald.
Een recordaantal van 86 landen wist ten minste één medaille te winnen. Vijfenvijftig landen wisten ten minste één gouden medaille te winnen.
In de onderstaande tabel staat de top 10 plus België en Nederland. Het gastland heeft een blauwe achtergrond. Het grootste aantal medailles per categorie is vetgezet.
| Plaats | Land             | NOC | Goud | Zilver | Brons | Totaal |
| ------ | ---------------- | --- | ---- | ------ | ----- | ------ |
| 1      | China            | CHN | 51   | 21     | 28    | 100    |
| 2      | Verenigde Staten | USA | 36   | 38     | 36    | 110    |
| 3      | Rusland          | RUS | 23   | 21     | 28    | 72     |
| 4      | Groot-Brittannië | GBR | 19   | 13     | 15    | 47     |
| 5      | Duitsland        | GER | 16   | 10     | 15    | 41     |
| 6      | Australië        | AUS | 14   | 15     | 17    | 46     |
| 7      | Zuid-Korea       | KOR | 13   | 10     | 8     | 31     |
| 8      | Japan            | JPN | 9    | 6      | 10    | 25     |
| 9      | Italië           | ITA | 8    | 10     | 10    | 28     |
| 10     | Frankrijk        | FRA | 7    | 16     | 18    | 41     |
|        |                  |     |      |        |       |        |
| 12     | Nederland        | NED | 7    | 5      | 4     | 16     |
| 37     | België           | BEL | 2    | 0      | 0     | 2      |

atletiek · badminton · basketbal · boksen · boogschieten · gewichtheffen · gymnastiek · handbal · hockey · honkbal · judo · kanovaren · moderne vijfkamp · paardensport · roeien · schermen · schietsport · schoonspringen · softbal · synchroonzwemmen · taekwondo · tafeltennis · tennis · triatlon · voetbal · volleybal · waterpolo · wielersport · worstelen · zeilen · zwemmen
Afghanistan · Albanië · Algerije · Amerikaanse Maagdeneilanden · Amerikaans-Samoa · Andorra · Angola · Antigua en Barbuda · Argentinië · Armenië · Aruba · Australië · Azerbeidzjan · Bahama's · Bahrein · Bangladesh · Barbados · België · Belize · Benin · Bermuda · Bhutan · Bolivia · Bosnië en Herzegovina · Botswana · Brazilië · Britse Maagdeneilanden · Bulgarije · Burkina Faso · Burundi · Cambodja · Canada · Centraal-Afrikaanse Republiek · Chili · China · Chinees Taipei · Colombia · Comoren · Congo-Brazzaville · Congo-Kinshasa · Cookeilanden · Costa Rica · Cuba · Cyprus · Denemarken · Djibouti · Dominica · Dominicaanse Republiek · Duitsland · Ecuador · Egypte · El Salvador · Equatoriaal-Guinea · Eritrea · Estland · Ethiopië · Fiji · Filipijnen · Finland · Frankrijk · Gabon · Gambia · Georgië · Ghana · Grenada · Griekenland · Groot-Brittannië · Guam · Guatemala · Guinee · Guinee‑Bissau · Guyana · Haïti · Honduras · Hongarije · Hongkong · Ierland · IJsland · India · Indonesië · Irak · Iran · Israël · Italië · Ivoorkust · Jamaica · Japan · Jemen · Jordanië · Kaaimaneilanden · Kaapverdië · Kameroen · Kazachstan · Kenia · Kirgizië · Kiribati · Koeweit · Kroatië · Laos · Lesotho · Letland · Libanon · Liberia · Libië · Liechtenstein · Litouwen · Luxemburg · Macedonië · Madagaskar · Malawi · Malediven · Maleisië · Mali · Malta · Marshalleilanden · Marokko · Mauritanië · Mauritius · Mexico · Micronesië · Moldavië · Monaco · Mongolië · Montenegro · Mozambique · Myanmar · Namibië · Nauru · Nederland · Nederlandse Antillen · Nepal · Nicaragua · Nieuw-Zeeland · Niger · Nigeria · Noord-Korea · Noorwegen · Oeganda · Oekraïne · Oezbekistan · Oman · Oostenrijk · Oost‑Timor · Pakistan · Palau · Palestina · Panama · Papoea-Nieuw-Guinea · Paraguay · Peru · Polen · Portugal · Puerto Rico · Qatar · Roemenië · Rusland · Rwanda · Saint Kitts en Nevis · Saint Lucia · Saint Vincent en Grenadines · Salomonseilanden · Samoa · San Marino · Sao Tomé en Principe · Saoedi-Arabië · Senegal · Servië · Seychellen · Sierra Leone · Singapore · Slovenië · Slowakije · Soedan · Somalië · Spanje · Sri Lanka · Suriname · Swaziland · Syrië · Tadzjikistan · Tanzania · Thailand · Togo · Tonga · Trinidad en Tobago · Tsjaad · Tsjechië · Tunesië · Turkije · Turkmenistan · Tuvalu · Uruguay · Vanuatu · Venezuela · Verenigde Arabische Emiraten · Verenigde Staten · Vietnam · Wit-Rusland · Zambia · Zimbabwe · Zuid-Afrika · Zuid-Korea · Zweden · Zwitserland
Uitgesloten van deelname: Brunei
Olympische Zomerspelen
Olympische Winterspelen
Gerelateerd
Olympische Jeugdspelen · Paralympische Spelen · Deaflympische Spelen · Special Olympic World Games
IOC · COA · BOIC · NOC*NSF · NAOC · SOC
- Gemeinsame Normdatei: 10202681-6
- Library of Congress Control Number: no2001038783
- Nationale Bibliotheek van Tsjechië: xx0083438
- Nationale Bibliotheek van Israël: 987007380774605171
- Virtual International Authority File: 137067616